# Sint-Pietersbroek
Sint-Pietersbroek (Frans: Saint-Pierre-Brouck) is een gemeente in de Franse Westhoek in het Franse Noorderdepartement (Frans: département du Nord). De gemeente ligt in Frans-Vlaanderen in de streek het Blootland. Sint-Pietersbroek grenst aan de gemeenten Broekburg, Kapellebroek, Holke, Ruminghem en Sainte-Marie-Kerque. Langs de westkant van Sint-Pietersbroek stroomt de Aa die de grens vormt tussen het Noorderdepartement en het departement Pas-de-Calais. De gemeente telde 983 inwoners op 1 januari 2022.

## Geschiedenis
Sint-Pietersbroek werd voor het eerst vermeld in 1113 (in parrochia que sancti Petri bruch vocatur). De kerk en een domein behoorden tot aan de Franse Revolutie toe aan de Abdij van Hasnon. Vanaf omstreeks 1100 spanden de graven van Vlaanderen zich in om de hier aanwezige moerassen droog te leggen. In 1793 werd de naam tijdelijk veranderd in Brouck-Libre of Marais-Libre, daar men niet langer aan het christendom wilde refereren.
In 1870 werd door Jean-Baptiste Stoclin een suikerfabriek opgericht die in 1932 door de firma Say werd overgenomen. De fabriek sloot in 1957 en werd vervolgens gesloopt.

## Geografie
De oppervlakte van Sint-Pietersbroek bedroeg op 1 januari 2022 8,86 vierkante kilometer; de bevolkingsdichtheid was toen 110,9 inwoners per km².

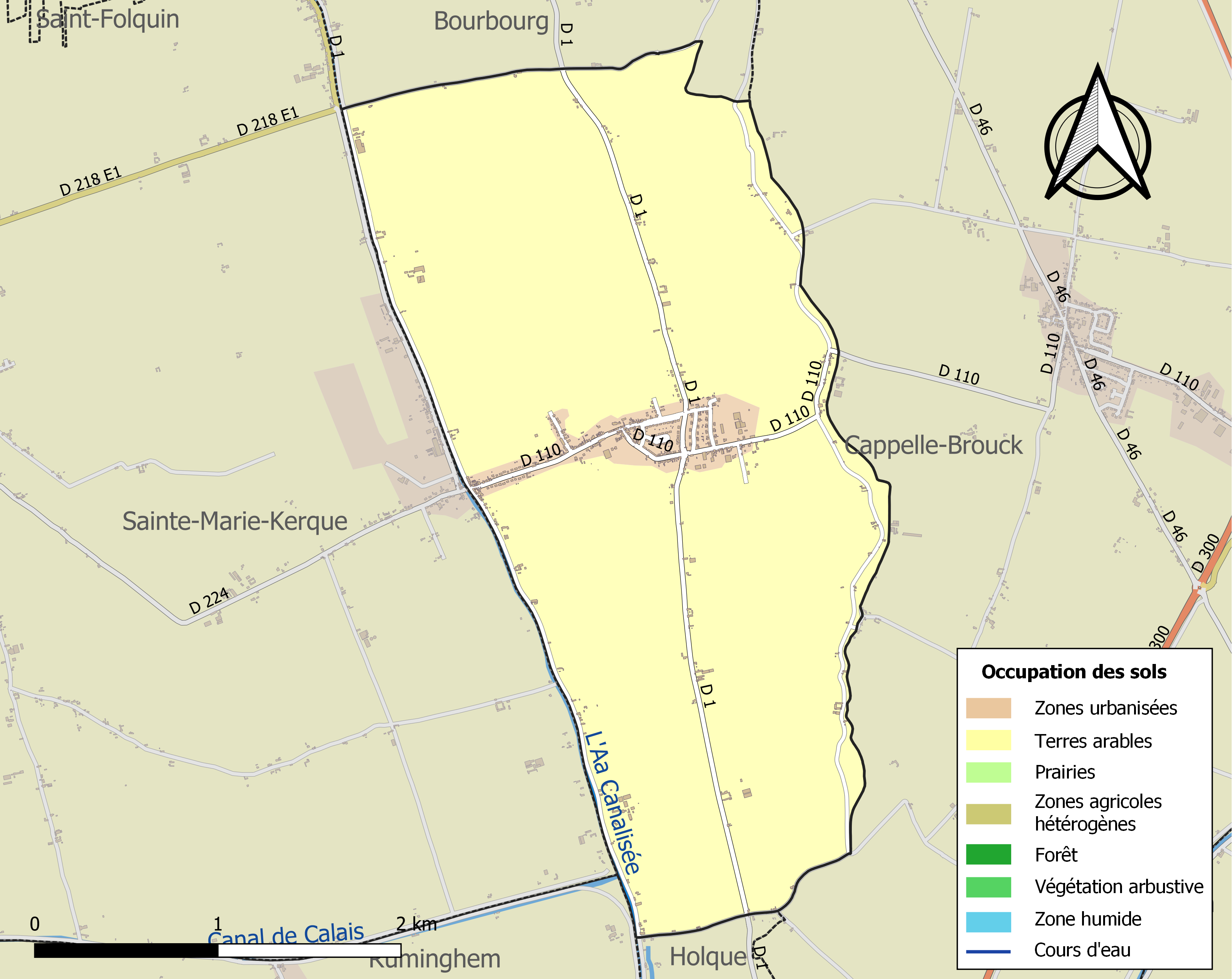
Kaart van de gemeente met belangrijkste infrastructuur, bodemgebruik en omliggende gemeenten

## Bezienswaardigheden
- De Sint-Pieterskerk (Église Saint-Pierre)
- Monument voor de gesneuvelden
- Het Kasteel van Wez, van 1718, waar van 1915-1916 ook de Belgische minister van Oorlog, Charles de Broqueville, verbleef.

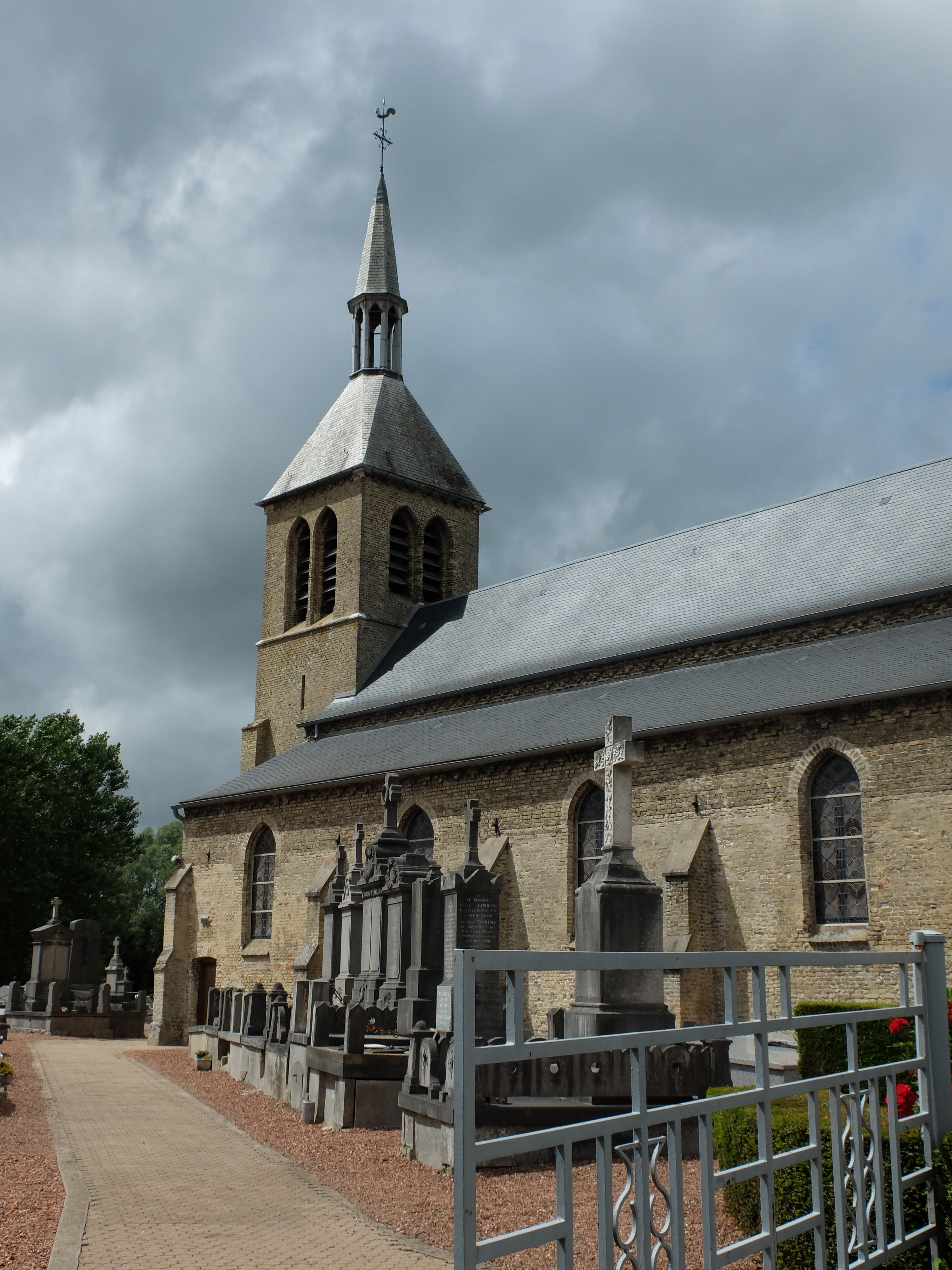
De Sint-Pieterskerk
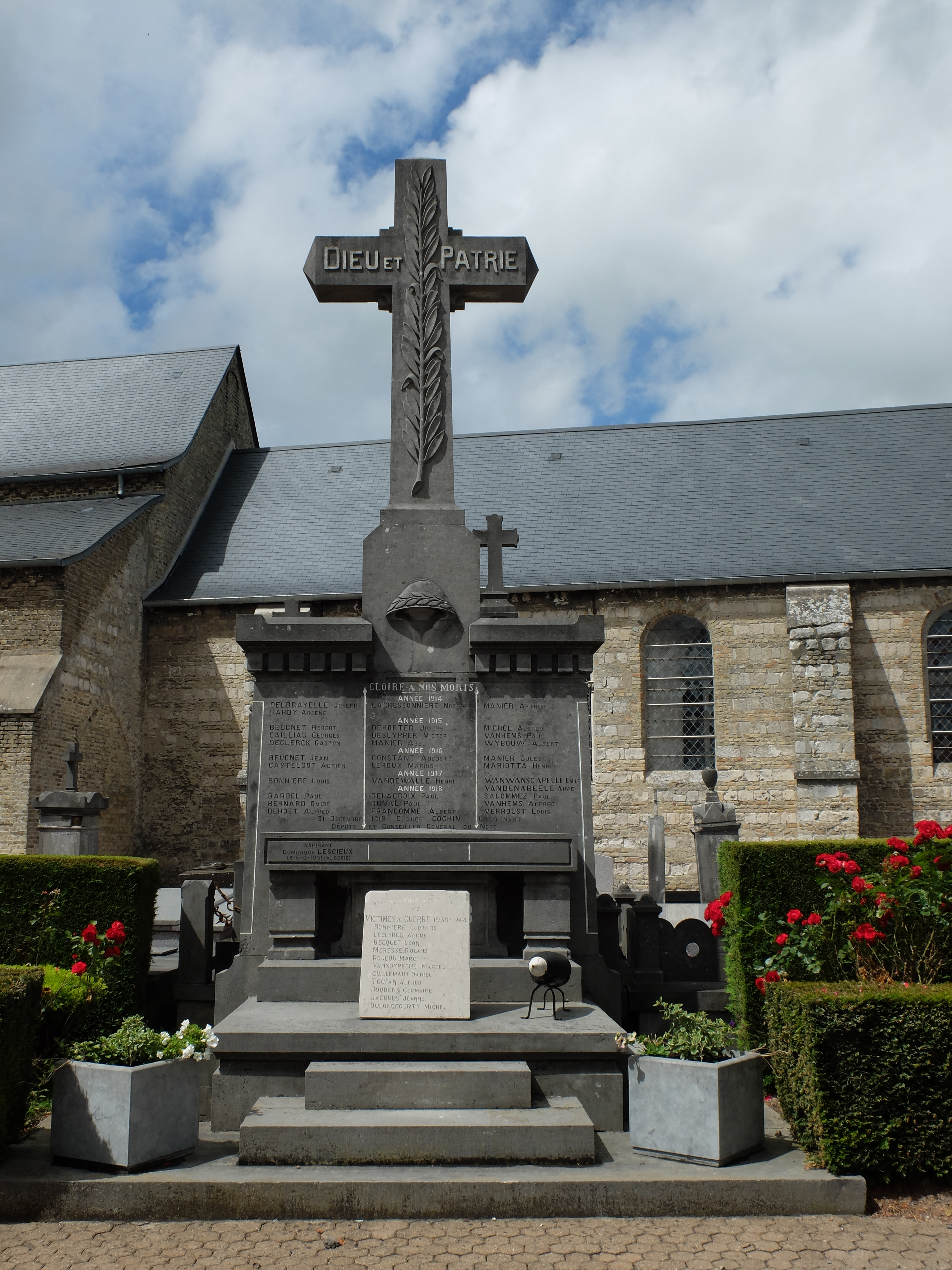
Monument voor de gesneuvelden
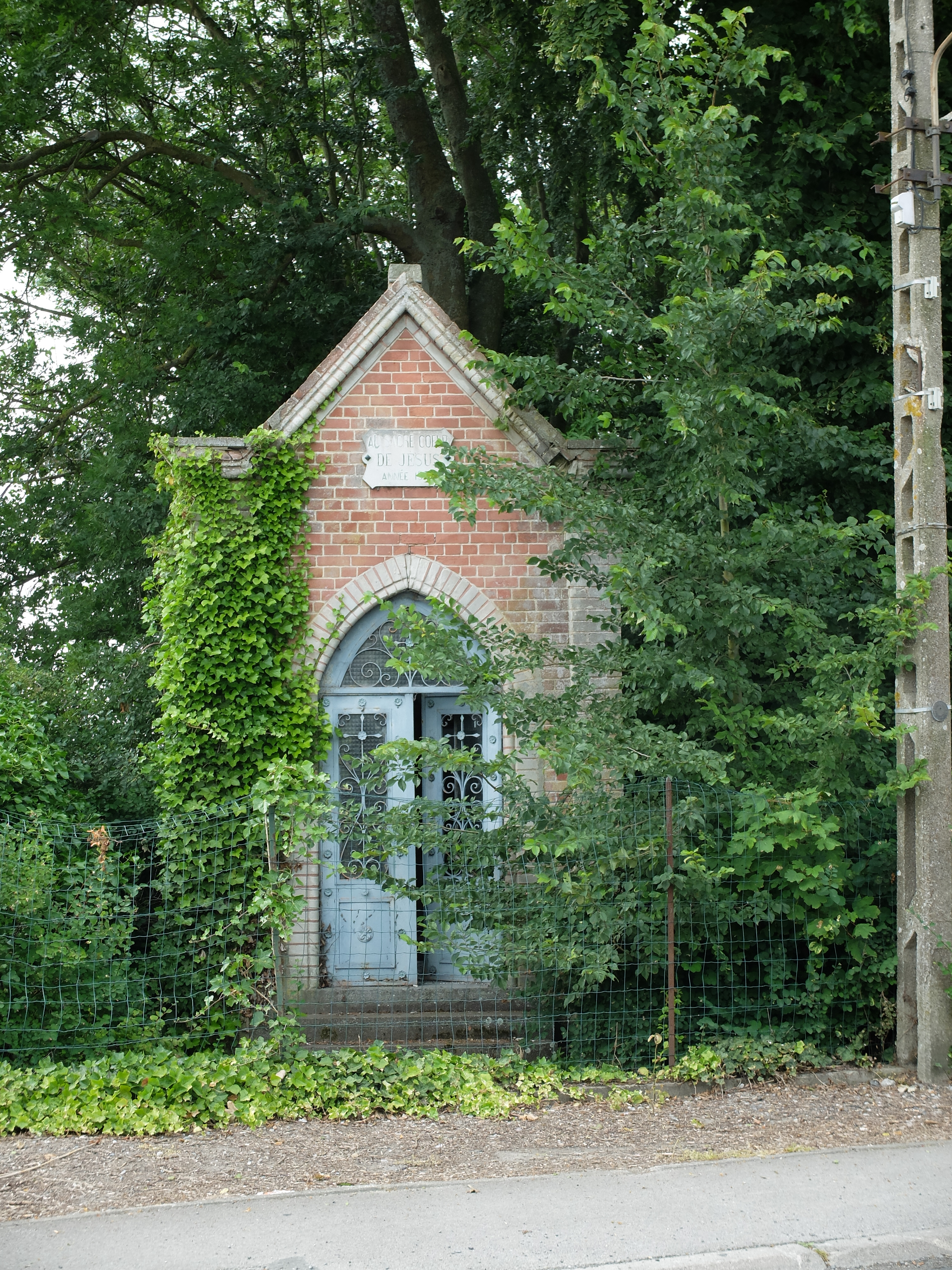
Kapel in Sint-Pietersbroek

## Natuur en landschap
Sint-Pietersbroek ligt aan benedenloop van de Aa, die hier gekanaliseerd is. Naar het zuiden toe splitst het Canal de Calais zich af. Dit verloopt in westelijke richting naar Calais.
Sint-Pietersbroek ligt in het Blootland op een hoogte van 1-5 meter.

## Demografie
Onderstaande figuur toont het verloop van het inwonertal (bron: INSEE-tellingen).

## Nabijgelegen kernen
Holke, Kapellebroek, Broekburg, Sainte-Marie-Kerque, Audruicq
Broekburg · Broekkerke · Drinkam · Duinkerke (deels) · Kapellebroek · Kraaiwijk · Grand-Fort-Philippe · Grevelingen · Groot-Sinten · Loberge · Loon · Pitgam · Sint-Joris · Sint-Pietersbroek
Armboutskappel · Arneke · Bambeke · Bavinkhove · Belle · Berten · Bieren · Bissezele · Blaringem · Boeschepe · Boezegem · Bollezele · Borre · Bray-Dunes · Broekburg · Broekkerke · Broksele · Buisscheure · Drinkam · Duinkerke · Ebblingem · Eke · Ekelsbeke · Eringem · Gijvelde · Godewaarsvelde · La Gorgue · Grand-Fort-Philippe · Grevelingen · Groot-Sinten · Hardefoort · Haverskerke · Hazebroek · Herzele · Holke · Hondegem · Hondschote · Hooimille · Houtkerke · Kaaster · Kapelle · Kapellebroek · Kassel · Killem · Kraaiwijk · Krochte · Kwaadieper · Lederzele · Ledringem · Leffrinkhoeke · Linde · Loberge · Loon · Meregem · Merkegem · Merris · Meteren · Millam · Moerbeke · Niepkerke · Nieuw-Berkijn · Nieuw-Koudekerke · Nieuwerleet · Noordpene · Ochtezele · Okselare · Oostkappel · Oud-Berkijn · Oudezele · Pitgam · Pradeels · Rekspoede · Rubroek · Ruisscheure · Sint-Janskappel · Sint-Joris · Sint-Mariakappel · Sint-Momelijn · Sint-Pietersbroek · Sint-Silvesterkappel · Sint-Winoksbergen · Soks · Spijker · Stapel · Steenbeke · Steenvoorde · Steenwerk · Stegers · Stene · Strazele · Terdegem · Téteghem-Coudekerque-Village · Tienen · Uksem · Vleteren · Volkerinkhove · Waalskappel · Warrem · Waten · Wemaarskappel · Westkappel · Wilder · Winnezele · Wormhout · Wulverdinge · Zegerskappel · Zerkel · Zermezele · Zoeterstee · Zuidkote · Zuidpene